# Рылко, Станислав
Стани́слав Марян Ры́лко (пол. Stanisław Marian Ryłko; род. 4 июля 1945, Андрыхув, Польша) — польский куриальный кардинал. Титулярный епископ Новики с 20 декабря 1995 по 24 ноября 2007 года. Секретарь Папского Совета по делам мирян с 20 декабря 1995 по 4 октября 2003 года. Председатель Папского Совета по делам мирян с 4 октября 2003 по 1 сентября 2016. Архипресвитер базилики Санта-Мария-Маджоре с 28 декабря 2016 по 4 июля 2025. Кардинал-дьякон с титулярной диаконией Сакро-Куоре-ди-Кристо-Ре с 24 ноября 2007 по 19 мая 2018. Кардинал-священник с титулярной диаконией pro hac vice Сакро-Куоре-ди-Кристо-Ре с 19 мая 2018. 

## Ранняя жизнь, образование и священство
Станислав Рылко родился в Андрыхуве у Владислава и Аурелии Рылко. Он имеет двух родных братьев и сестер: брат Владислав (умер в 2007 году) и сестра Ядвига. Окончил лицей Марии Склодовской-Кюри в Андрыхуве в 1963 году перед поступлением в Высшую духовную семинарию в Кракове, позднее окончил лиценциат в моральном богословии. Рылко учился в Риме, в Папском Григорианском Университете, где он окончил докторантуру по социологии.
Он был рукоположён в сан священника кардиналом Каролем Войтылой 30 марта 1969 года, в Вавельском соборе, а затем работал приходским священником в Поронине до 1971 года.
Рылко служил вице-ректором Краковской семинарии. Он также был секретарем комиссии апостолата мирян польской епископской конференции.

## В Римской курии
В 1987 году возвратился в Рим и ему была поручена секция по делам молодежи Папского Совета по делам мирян; в этот период он организовывал Всемирный день молодежи в 1989 году и 1991 года. В 1992 году был переведён в польскую секцию Государственного секретариата Святого Престола.
20 декабря 1995 года Рылко был назначен секретарём Папского Совета по делам Мирян и титулярным епископом Новики папой римским Иоанном Павлом II. Он получил свою епископскую ординацию 6 января 1996 года в соборе Святого Петра от Иоанна Павла II, которому сослужили Джованни Баттиста Ре — титулярный архиепископ Весковьо, заместитель государственного секретаря Святого Престола и Хорхе Мария Мехия — титулярный архиепископ Аполлонии, секретарь Конгрегации по делам епископов. Рылко служил как секретарь дикастерии последовательно под руководством кардиналов Эдуардо Франсиско Пиронио и Джеймса Стэффорда, являясь вторым высшим должностным лицом дикастерии.
Позднее, 4 октября 2003 года, он был назначен председателем Папского Совета по делам Мирян, и возведен в ранг архиепископа.
По смерти Иоанна Павла II 2 апреля 2005 года Рылко и все главные ватиканские должностные лица, в соответствии с традицией, автоматически потеряли свои посты в период Sede Vacante. 21 апреля того же года он был утверждён председателем Папского Совета по делам Мирян папой римским Бенедиктом XVI.

## Кардинал
Папа римский Бенедикт XVI возвёл его в кардиналы-дьяконы с дьяконством церкви Сакро-Куоре-ди-Кристо-Ре на консистории от 24 ноября 2007 года. Рылко имеет право участвовать в любых будущих Папских Конклавах до своего восьмидесятилетия 4 июля 2025.
12 июня 2008 года в дополнение к своим главным обязанностям он был назначен Бенедиктом XVI членом конгрегаций в Римской курии, Конгрегации по канонизации святых, Конгрегации по делам епископов и Папской Комиссии по Латинской Америке.
1 сентября 2016 года покинул пост председателя Папского Совета по делам мирян, в связи с упразднением Папского Совета.
28 декабря 2016 года назначен архипресвитером базилики Санта-Мария-Маджоре. 
Помимо своего родного польского языка, кардинал также говорит на итальянском, на английском и на немецком языках.
19 мая 2018 года, возведён в сан кардинала-священника.
Участник Конклава 2025 года, где был избран папа Лев XIV..
4 июля 2025 года Папа Лев XIV принял отставку кардинала Станислава Рылко с поста архипресвитера базилики Санта-Мария-Маджоре по достижении 80 лет и кардинал Роландас Макрицкас наследовал ему в качестве архипресвитера.

## Награды
- Большой крест ордена Возрождения Польши (2015 год).
- Командор со звездой ордена Возрождения Польши (2009 год)[6].
- Большой крест заслуг со звездой и плечевой лентой ордена «За заслуги перед Федеративной Республикой Германия» (2008 год).